# Saíra-ferrugem
Tangará-ferrugíneo ou saíra-ferrugem (Hemithraupis ruficapilla) é uma espécie de ave da família Thraupidae.
É endémica do Brasil.
Os seus habitats naturais são: florestas subtropicais ou tropicais húmidas de baixa altitude, regiões subtropicais ou tropicais húmidas de alta altitude e florestas secundárias altamente degradadas.
Subspecies: H. r. bahiae - H. r. ruficapilla